# Henry Fa'arodo
Henry Fa'arodo   (Honiara, 5 d'octubre de 1982) és un futbolista salomonès que juga com a davanter o centrecampista.

## Trajectòria per club
Fa'arodo és dels pocs salomonesos que ha jugat en la lliga de futbol més important d'Austràlia, en la primera temporada amb el Perth Glory en l'A-League i en la temporada prèvia pel Melbourne Knights en l'antiga National Soccer League.
Després de passar una estona a Nova Zelanda se n'anà a la Premier League de Victòria australiana. Uns anys després va ser contractat pel Hekari United de Papua Nova Guinea amb el qual va guanyar la Lliga de Campions de l'OFC 2009-10.
El gener de 2012 va ser contractat pel Team Wellington del Campionat de Futbol de Nova Zelanda. Des d'aleshores Fa'arodo ha afegit un altre trofeu al seu palmarès: la Copa White Ribbon.

## Trajectòria internacional
Ha representat a les Illes Salomó a nivell internacional, debutant en un partit contra Tahití en la Copa d'Oceania de 2002. Ha jugat en 16 partits classificatoris per a la Copa del Món de la FIFA.
Fa'arodo ha jugat en quasi 30 partits per a la selecció salomonesa i ha marcat 10 gols en total.

## Palmarès
- Lliga de Campions de l'OFC (1): 2009-10.
- Copa White Ribbon (1): 2011-12.
- Victorian Premier League (1): 2002